# Anri Kawamura
Pour les articles homonymes, voir Kawamura.
Anri Kawamura (川村 あんり, Kawamura Anri), née le 15 octobre 2004 à Higashikurume, dans la préfecture de Tōkyō, est une skieuse acrobatique japonaise spécialisée dans le ski de bosses.

## Biographie

### Jeunesse
Anri Kawamura naît le 15 octobre 2004 à Higashikurume, dans la Préfecture de Tōkyō, au Japon. Elle passe son enfance à Yuzawa, dans la préfecture de Niigata, où elle sort diplômée du lycée local. Elle fréquente actuellement l'université des sports Nittaidai à Tokyo.

### Carrière
Kawamura participe à sa première compétition internationale à l'âge de quatorze ans à Tazawako au Japon, et elle la remporte, se faisant remarquer pour la qualité et l'amplitude de ses sauts,. En fin de saison elle participe à ses premiers championnats nationaux et s'en classes respectivement sixième en ski de bosses et douzième en ski de bosses en parallèle. Puis elle part en Italie participer à ses premiers championnats du monde junior, à Chiesa in Valmalenco, où elle obtient des résultats assez similaires : sixièmes en bosses et neuvième en bosses en parallèle.
Elle éclot aux yeux de monde à seulement quinze ans, lors de sa première participations à une épreuve de coupe du monde, le 7 décembre 2019 en ouverture de la saison 2019-2020 à Ruka en Finlande. Elle termine en effet deuxième de la course, derrière la championne en titre Perrine Laffont. Elle prend ensuite part à l'intégralité des épreuves de bosses et de bosses en parallèle de la saison (à part les bosses en parallèles de Thaiwoo) et si elle ne monte plus sur le podium, elle ne fait jamais moins bien que quinzième et termine à la septième place du classement de la spécialité, meilleure japonaise devant sa compatriote Kisara Sumiyoshi (de). Ce statut de meilleure japonaise en ski de bosses elle le confirme lors des championnats japonais où elle s'impose devant Junko Hoshino et Haruka Ihara. En bosses en parallèle elle s'incline en demi-finale et termine finalement à la quatrième position.
La Coupe du monde 2020-2021 est fortement perturbée par la pandémie de Covid-19 et ne comporte que cinq épreuves, trois en bosses et deux en bosses en parallèle. Si Perrine Laffont survole la compétition et remporte les quatre premiers rendez-vous, Kawamura signe trois podiums dans le même temps,,. Elle chute lourdement lors de la dernière épreuve, les bosses en parallèles de Deer Valley mais sans autres conséquences qu'une contre-performance (quatorzième) et se classe deuxième du classement de la coupe du monde derrière l'intouchable Française, à seize ans et pour sa deuxième participation. Après la dernière épreuve de Coupe du Monde, Kawamura participe à ses premiers Championnats du monde avec les Mondiaux d'Almaty où elle fait figure d'outsider sérieux, une des rares capables de détrôner Perinne Laffont. Mais elle ne répond pas aux attentes en terminant vingtième de l'épreuve de bosses et ne prend pas part aux bosses en parallèle du lendemain. La saison se termine par les Championnats du monde junior à Krasnoïarsk en Russie où elle efface ses contre-performances des mondiaux senior en remporte le titre en ski de bosses, accompagné d'une quatrième place en ski de bosses en parallèle,.

## Palmarès

### Coupe du monde
- 18 podiums dont 6 victoires.

#### Différents classements en coupe du monde
| Année/Classement | Général | Général | Bosses | Bosses | Bosses en individuel | Bosses en individuel | Bosses parallèles | Bosses parallèles |
| ---------------- | ------- | ------- | ------ | ------ | -------------------- | -------------------- | ----------------- | ----------------- |
| Année/Classement | Class.  | Points  | Class. | Points | Class.               | Points               | Class.            | Points            |
| 2020             | 26e     | 34,70   | NA     | NA     | 7e                   | 344,00               | -                 | -                 |
| 2021             | -       | -       | NA     | NA     | 2e                   | 270,00               | -                 | -                 |
| 2022             | ND      | ND      | 3e     | 704,00 | 2e                   | 609,00               | 12e               | 95,00             |

#### Détails des victoires en coupe du monde
| Saison    | Bosses                                | Bosses Parallèles          | Total |
| 2021-2022 | Idre Fjäll Mont-Tremblant Deer Valley |                            | 3     |
| 2022-2023 | Val Saint-Côme                        | Alpe d'Huez Val Saint-Côme | 3     |
| Total     | 4                                     | 2                          | 6     |

### Championnats du monde
| Épreuve / Édition    | Bosses | Bosses parallèles |
| Mondiaux 2021 Almaty | 20e    | non partante      |

### Championnats du monde juniors
| Épreuve / Édition                  | Bosses | Bosses parallèles |
| Mondiaux 2019 Chiesa in Valmalenco | 6e     | 9e                |
| Mondiaux 2021 Krasnoïarsk          | Or     | 4e                |